# ایدانتیرسوس
ایدانتیرسوس یکی از رهبران قوم سکا در سده پنج پیش از میلاد بود و در نتیجه لشکرکشی داریوش بزرگ به سرزمین سکاها در مقابل او جنگید و شکست خورد، در نهایت داریوش بخشی از قلمروی سکائستان، سرزمین سکاها را به‌تصرف خود درآورد.